# Willys-Knight
La Willys-Knight è una famiglia di autovetture prodotta dalla casa automobilistica statunitense Willys-Overland dal 1914 al 1932.

## Contesto e descrizione
John North Willys acquistò la Edwards Motor Car Company di Long Island nel 1913, trasferendo l'attività a Elyria in Ohio dove Willys possedeva lo stabilimento che aveva precedentemente prodotto l'automobile Garford. La produzione iniziò con un modello a quattro cilindri che aveva un prezzo di circa 2 500 dollari. La Willys-Knight utilizzava un motorizzazione a quattro e sei cilindri.
Nel 1915 Willys trasferì l'assemblaggio della Willys-Knight a Toledo, ma continuò a produrre i motori a Elyria. Nel 1917 venne montato un motore V8, che è stato venduto fino al 1919.
La produzione della Willys-Knight terminò nel novembre 1932 quando la società, in amministrazione controllata, smise di costruire auto a di alta gamma e si concentrò invece sulla produzione dell'economica Willys 77.